# Clayne Crawford
Clayne Crawford (* 20. April 1978 in Clay, Alabama als Joseph Crawford) ist ein US-amerikanischer Schauspieler und Regisseur.
Im deutschsprachigen Raum wurde er hauptsächlich durch eine Nebenrolle in der Serie The Glades (2010–2011) bekannt, sowie durch sein Mitwirken als Mitglied der Hauptdarstellerriege der Serie Rectify. Er ist seit 1997 als Schauspieler für Film und Fernsehen tätig.
Des Weiteren hatte Crawford Rollen in den Filmen Nur mit Dir – A Walk to Remember (2002), Swimfan (2002), Lovesong for Bobby Long (2004) und The Great Raid – Tag der Befreiung (2005). Von 2016 bis 2018 war er als Hauptdarsteller Martin Riggs in der Serie Lethal Weapon zu sehen, welche auf den gleichnamigen Filmen von Shane Black basiert.

## Leben
Crawford wurde als Joseph geboren, änderte seinen Vornamen aber im Jahr 2000 zu Clayne. Er sicherte seinen Lebensunterhalt als Bauarbeiter, da seine kleineren Rollen in diversen Theaterstücken nicht ausreichend Geld abwarfen. Erst nach der Namensänderung kam auch der Erfolg im Filmgeschäft.
Crawford ist seit 2004 mit Sunshine Kiki Brown verheiratet; das Paar hat zwei Kinder, Joe und Colt. Abby Brown, welche Sunshines Tochter aus einer früheren Beziehung ist, wohnt ebenfalls mit ihnen auf der gemeinsamen Farm in Birmingham Alabama.
Größere Schlagzeilen machte Crawford 2018 durch den Rauswurf aus der Serie Lethal Weapon, da er mit dem Co-Star Damon Wayans mehrfach aneinandergeriet.

## Filmografie (Auswahl)
- 2001: One Blood Planet
- 2002: Nur mit Dir – A Walk to Remember
- 2002: Swimfan
- 2004: Lovesong for Bobby Long
- 2004: Trespassing
- 2005: The Great Raid – Tag der Befreiung
- 2006: Steel City
- 2006: Wristcutters - A Love Story
- 2006: False Prophets
- 2006: F8 (Kurzfilm)
- 2006: Unknown
- 2006: Feel
- 2007: 7-10 Split
- 2007: Walk the Talk
- 2007: God's Beach (Kurzfilm)
- 2007: On the Doll
- 2007: X's and O's
- 2009: The Donner Party
- 2010: The Perfect Host
- 2010: Baby (Kurzfilm)
- 2010: Kingshighway
- 2010: Smokin' Aces 2 - Assassins' Ball
- 2011: Pox
- 2012: The Baytown Outlaws
- 2012: The Truth in Being Right
- 2013: NYC Underground
- 2014: The Lachrymist
- 2015: A Fighting Season
- 2015: Convergence
- 2016: Warrior Road
- 2016: Spectral
- 2017: The Weight
- 2017: Tinker
- 2020: The Killing of Two Lovers
- 2022: The Integrity of Joseph Chambers (auch als Produzent)
- 2023: Finestkind
- 2023: The King Tide

## Fernsehserien/Filme
- 1997: Buffy im Bann der Dämonen (1 Folge)

- 2001: CSI: Vegas (1 Folge)
- 2001–2002: Roswell (2 Folgen)
- 2003: CSI: Miami (1 Folge)
- 2006: Thief - Der Millionenjob (1 Folge)
- 2006–2007: Jericho – Der Anschlag (5 Folgen)
- 2007: The Barnes Brothers (Fernsehfilm)
- 2007: Women’s Murder Club (1 Folge)
- 2008: Gemini Division (2 Folgen)
- 2008: Life (1 Folge)
- 2009–2012: Leverage (2 Folgen)
- 2009: CSI: Vegas (1 Folge)
- 2009: Cold Case (1 Folge)
- 2009: Dark Blue (1 Folge)
- 2009: Criminal Minds (1 Folge)
- 2010: Burn Notice (1 Folge)
- 2010: 24 (9 Folgen)
- 2010: Law & Order: Criminal Intent (1 Folge)
- 2010–2011: The Glades (7 Folgen)
- 2010: All Signs of Death (Fernsehfilm)
- 2011: CSI: NY (1 Folge)
- 2011: Memphis Beat (1 Folge)
- 2012: Justified (3 Folgen)
- 2013–2015: Rectify (29 Folgen)
- 2013: Graceland (2 Folgen)
- 2014: Rogue (5 Folgen)
- 2015: NCIS: New Orleans (3 Folgen)
- 2016–2018: Lethal Weapon (40 Folgen)
- 2019: Into the Dark (1 Folge)